# Missões diplomáticas da África do Sul

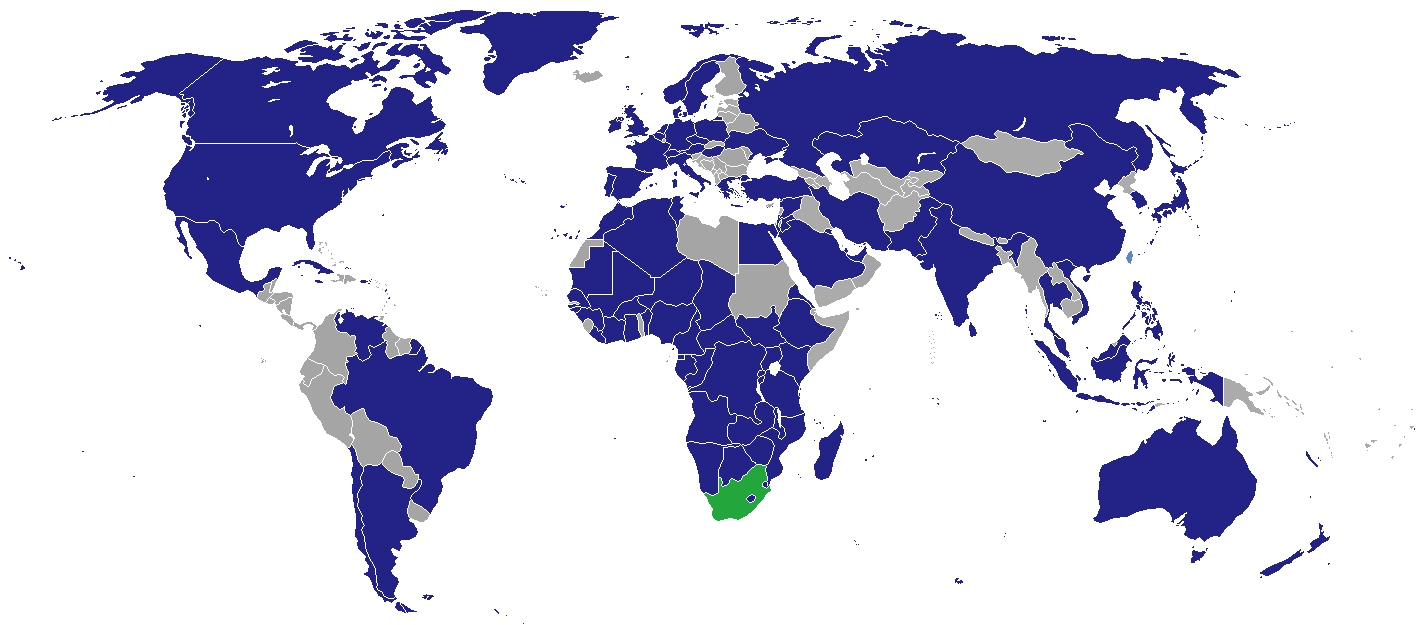
Missões diplomáticas da África do Sul

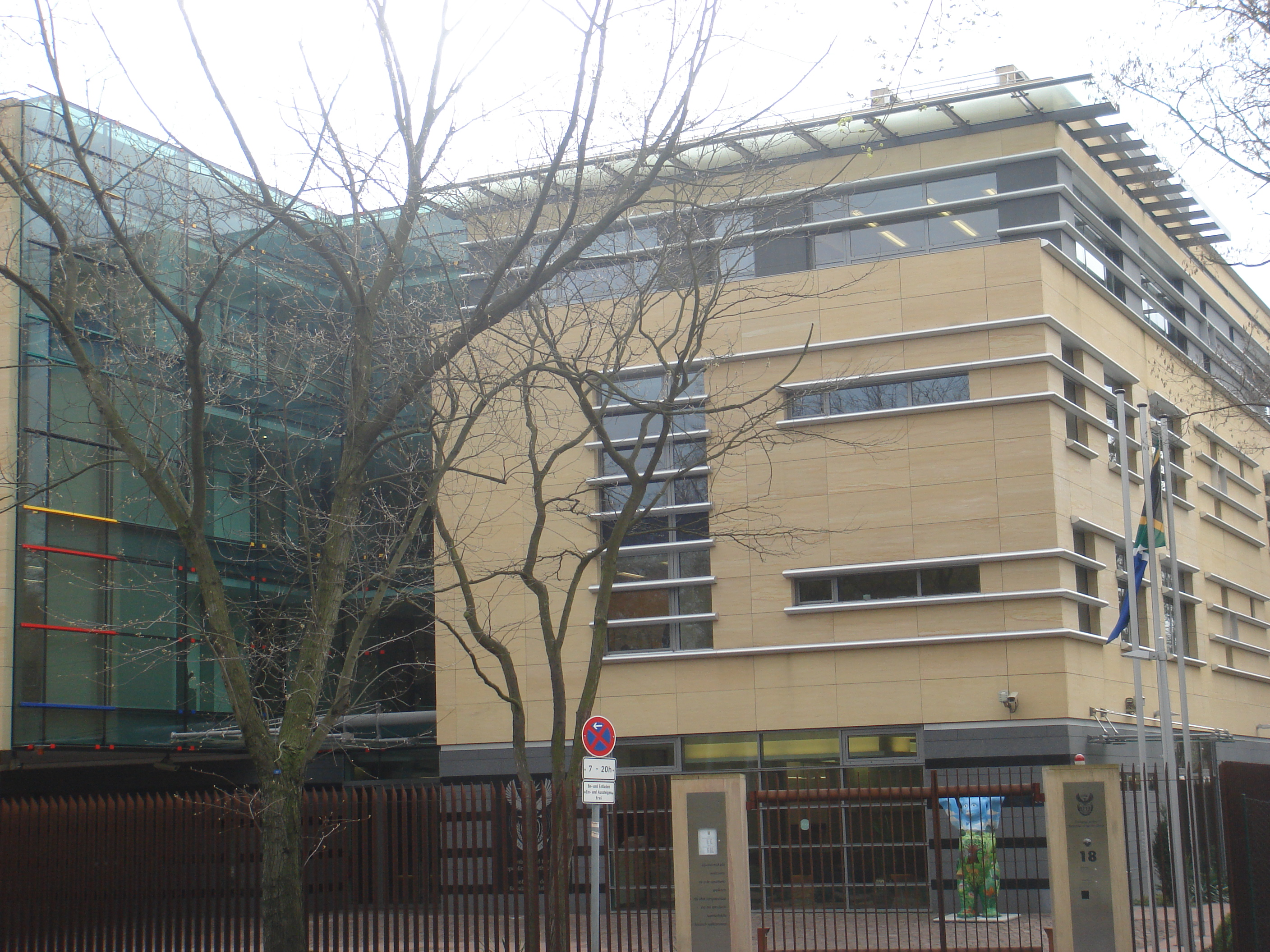
Embaixada da África do Sul em Berlim, Alemanha

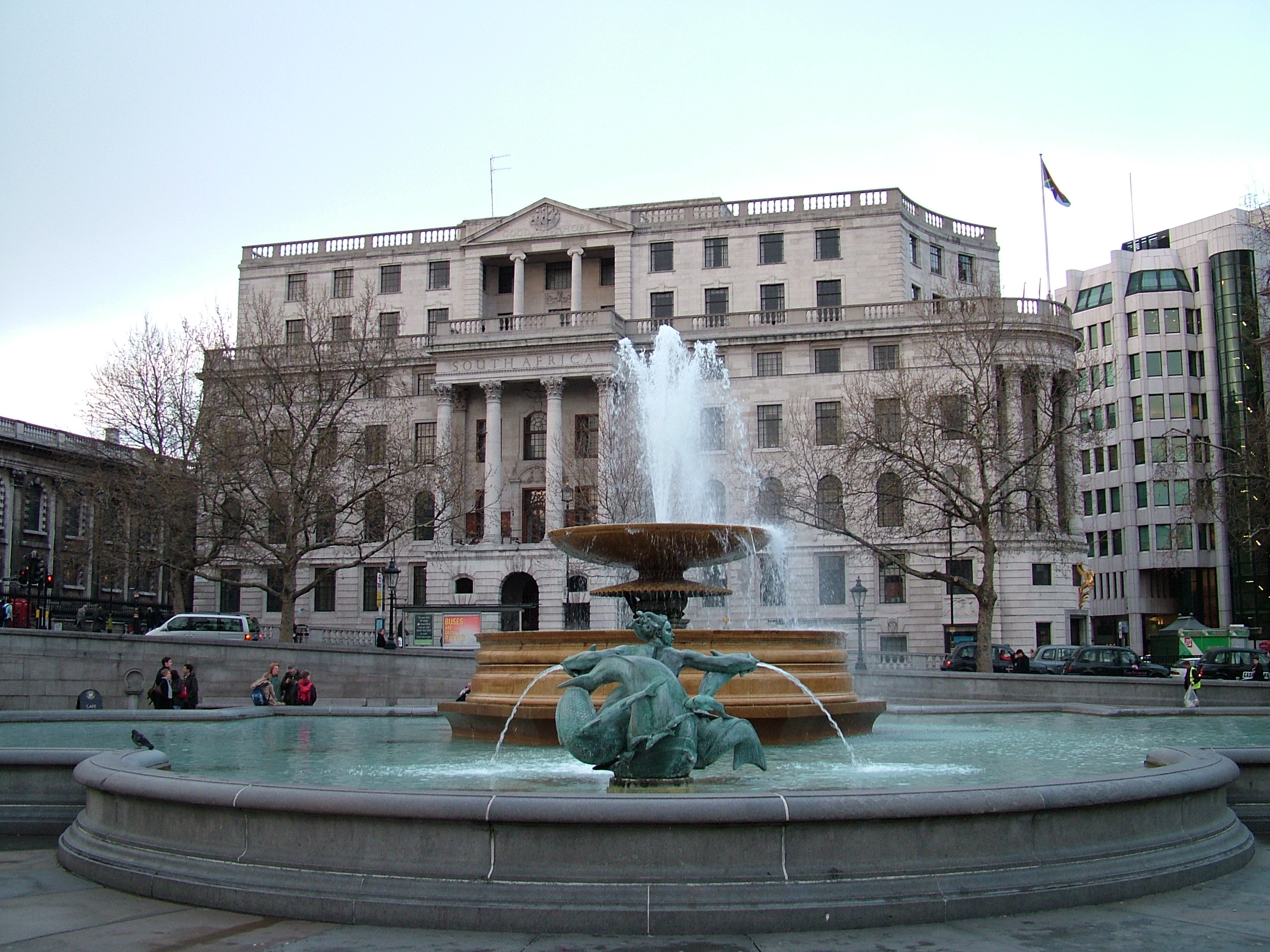
Alta comissão da África do Sul em Londres, Reino Unido

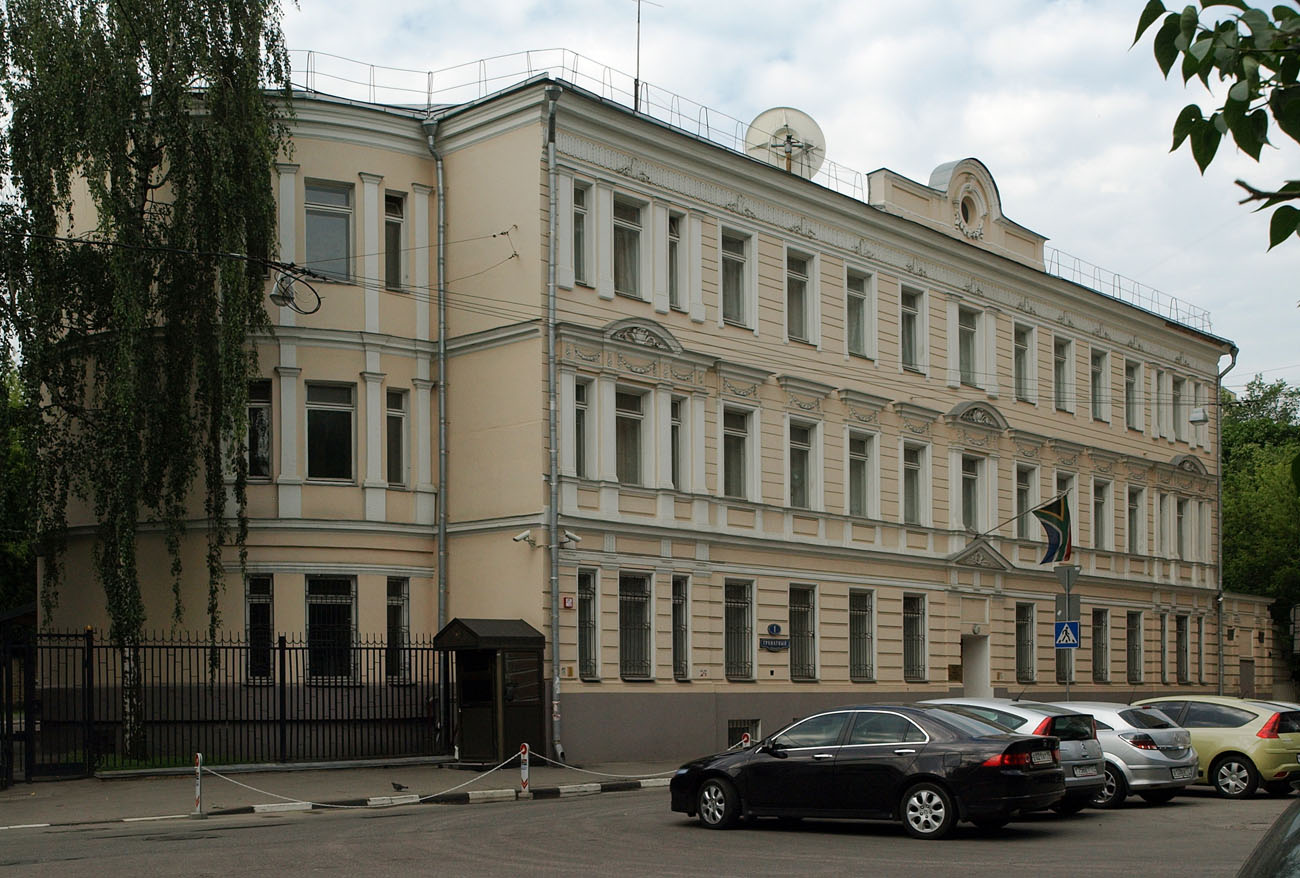
Embaixada da África do Sul em Moscou, Rússia

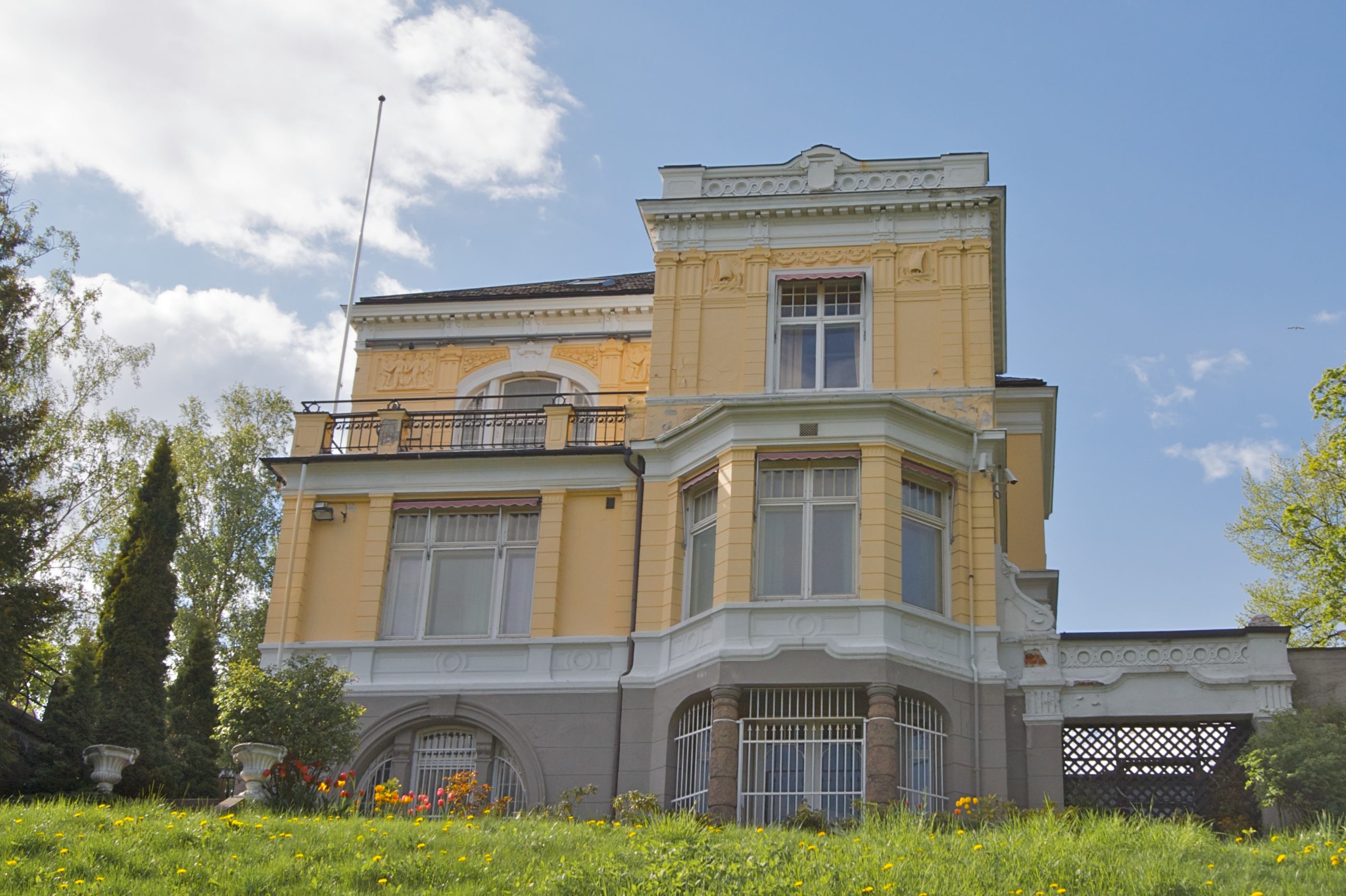
Embaixada da África do Sul em Oslo, Noruega

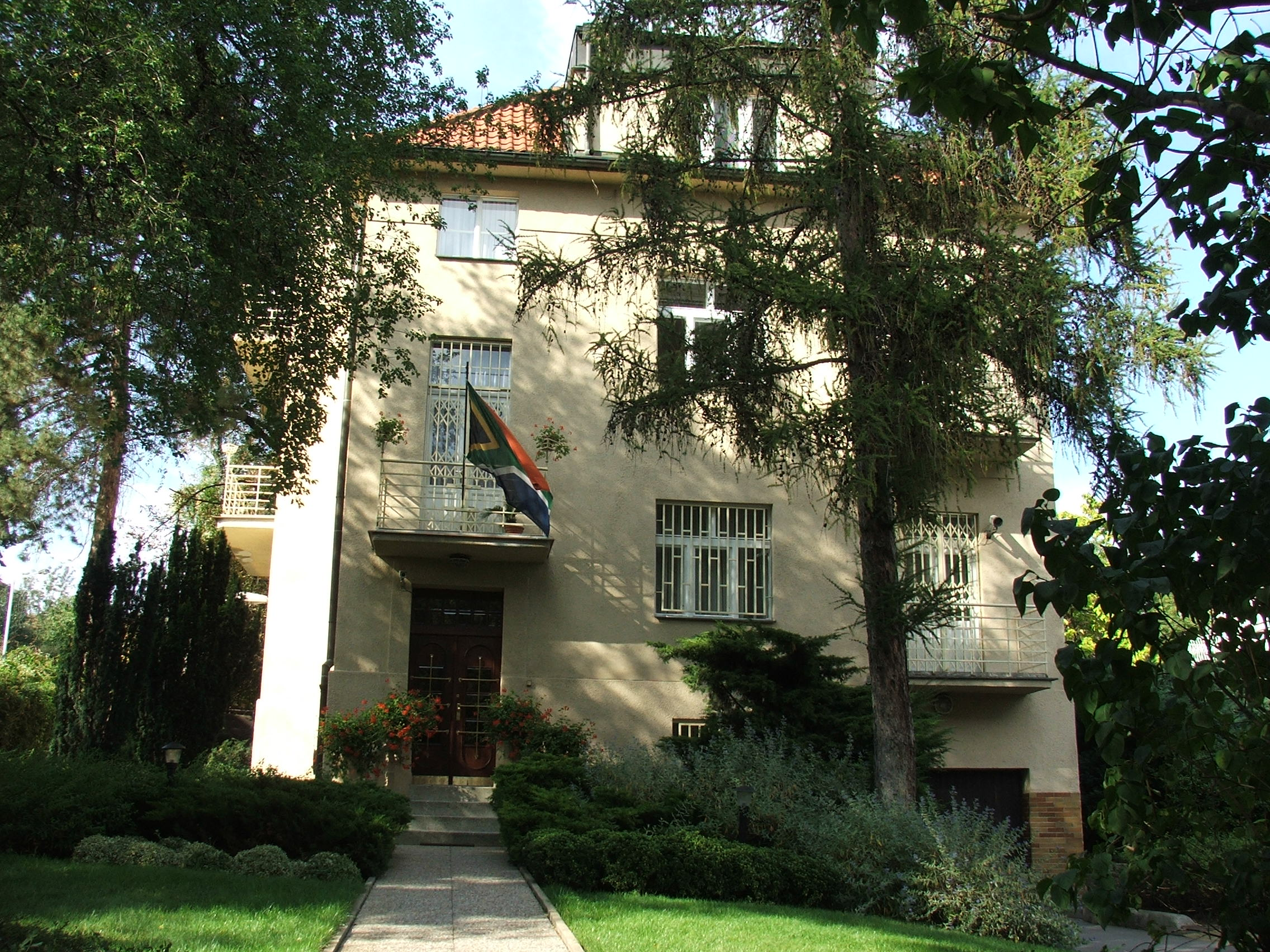
Embaixada da África do Sul em Praga, Tchéquia

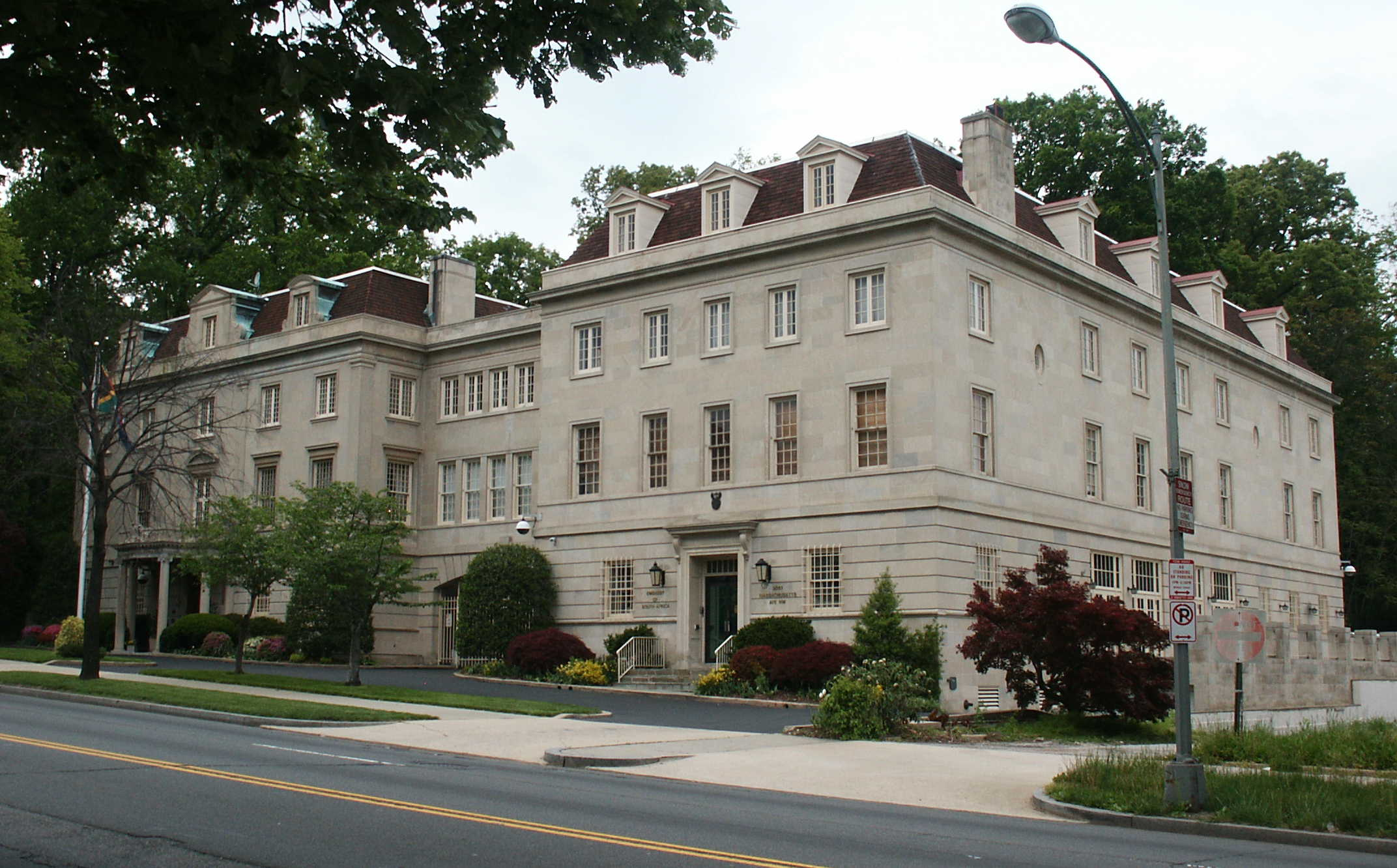
Embaixada da África do Sul em Washington DC, Estados Unidos

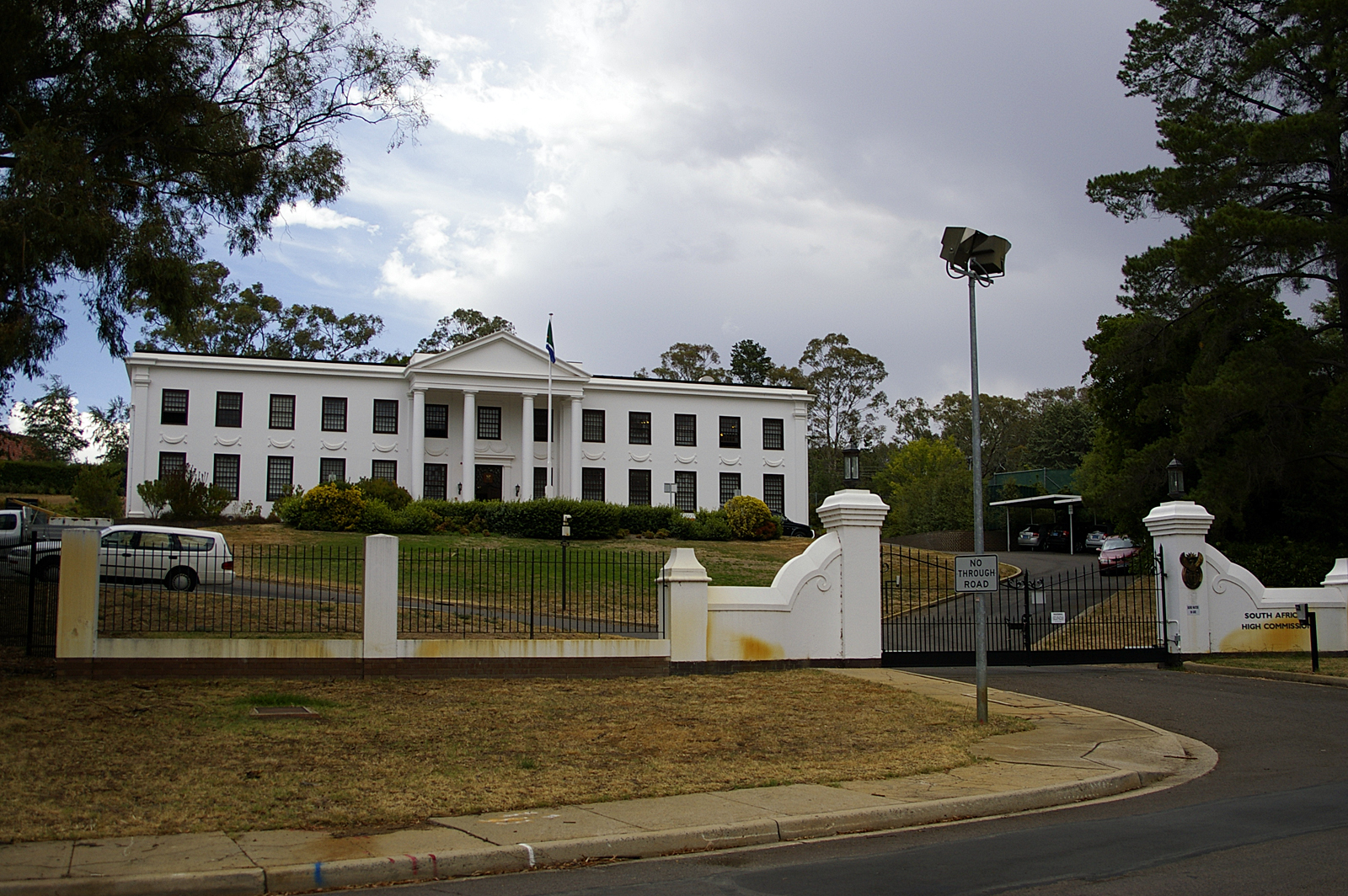
Alta comissão da África do Sul em Camberra, Austrália

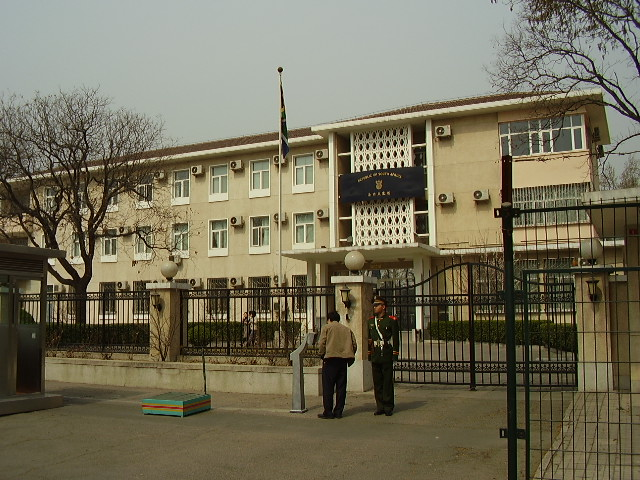
Embaixada da África do Sul em Pequim, China

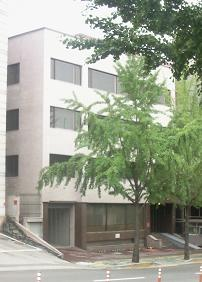
Embaixada da África do Sul em Seul, Coreia do Sul

Abaixo estão listadas as missões diplomáticas da África do Sul:

## Europa
- Alemanha
  - Berlim (embaixada)
  - Munique (consulado-geral)
- Áustria
  - Viena (embaixada)
- Bélgica
  - Bruxelas (embaixada)
- Bulgária
  - Sófia (embaixada)
- Chéquia
  - Praga (embaixada)
- Dinamarca
  - Copenhague (embaixada)
- Espanha
  - Madrid (embaixada)
- Finlândia
  - Helsínquia (embaixada)
- França
  - Paris (embaixada)
- Grécia
  - Atenas (embaixada)
- Hungria
  - Budapeste (embaixada)
- Irlanda
  - Dublim (embaixada)
- Itália
  - Roma (embaixada)
  - Milão (consulado-geral)
- Noruega
  - Oslo (embaixada)
- Países Baixos
  - Haia (embaixada)
- Polónia
  - Varsóvia (embaixada)
- Portugal
  - Lisboa (embaixada)
- Reino Unido
  - Londres (alta comissão)
- Roménia
  - Bucareste (embaixada)
- Rússia
  - Moscou (embaixada)
- Suécia
  - Estocolmo (embaixada)
- Suíça
  - Berna (embaixada)
- Ucrânia
  - Quieve (embaixada)

## América
- Argentina
  - Buenos Aires (embaixada)
- Brasil
  - Brasília (embaixada)
  - São Paulo (consulado-geral)
- Canadá
  - Otava (alta comissão)
  - Toronto (consulado-geral)
- Chile
  - Santiago (embaixada)
- Cuba
  - Havana (embaixada)
- Estados Unidos
  - Washington, D.C (embaixada)
  - Chicago (consulado-geral)
  - Los Angeles (consulado-geral)
  - Nova Iorque (consulado-geral)
- Jamaica
  - Kingston (alta comissão)
- México
  - Cidade do México (embaixada)
- Peru
  - Lima (embaixada)
- Trinidad e Tobago
  - Porto da Espanha (alta comissão)
- Uruguai
  - Montevidéu (embaixada)
- Venezuela
  - Caracas (embaixada)

## África
- Angola
  - Luanda (embaixada)
- Argélia
  - Argel (embaixada)
- Benim
  - Cotonu (embaixada)
- Botswana
  - Gaborone (alta comissão)
- Burquina Fasso
  - Uagadugu (embaixada)
- Burundi
  - Bujumbura (embaixada)
- Camarões
  - Iaundé (alta comissão)
- Chade
  - Jamena (embaixada)
- Comores
  - Moroni (embaixada)
- Costa do Marfim
  - Abijã (embaixada)
- Egito
  - Cairo (embaixada)
- Eritreia
  - Asmara (embaixada)
- Essuatíni
  - Mebabane (alta comissão)
- Etiópia
  - Adis Abeba (embaixada)
- Gabão
  - Libreville (embaixada)
- Gana
  - Acra (alta comissão)
- Guiné
  - Conacri (embaixada)
- Guiné-Bissau
  - Bissau (embaixada)
- Guiné Equatorial
  - Malabo (embaixada)
- Lesoto
  - Maseru (alta comissão)
- Líbia
  - Trípoli (embaixada)
- Libéria
  - Monróvia (embaixada)
- Madagáscar
  - Antananarivo (embaixada)
- Maláui
  - Lilongué (alta comissão)
- Mali
  - Bamaco (embaixada)
- Marrocos
  - Rabate (embaixada)
- Ilhas Maurícias
  - Porto Luís (alta comissão)
- Mauritânia
  - Nuaquexote (embaixada)
- Moçambique
  - Maputo (alta comissão)
- Namíbia
  - Vinduque (alta comissão)
- Níger
  - Niamei (embaixada)
- Nigéria
  - Abuja (alta comissão)
  - Lagos (Vice-Alto ComissariadO)
- Quênia
  - Nairóbi (alta comissão)
- República Centro-Africana
  - Bangui (embaixada)
- República do Congo
  - Brazavile (embaixada)
- República Democrática do Congo
  - Quinxassa (embaixada)
  - Lubumbaxi (consulado-geral)
- Ruanda
  - Quigali (embaixada)
- São Tomé e Príncipe
  - São Tomé (embaixada)
- Senegal
  - Dacar (embaixada)
- Sudão
  - Cartum (embaixada)
- Sudão do Sul
  - Juba (consulado)
- Tanzânia
  - Dar es Salã (alta comissão)
- Tunísia
  - Túnis (embaixada)
- Uganda
  - Campala (alta comissão)
- Zâmbia
  - Lusaca (alta comissão)
- Zimbábue
  - Harare (alta comissão)

## Ásia
- Arábia Saudita
  - Riade (embaixada)
  - Gidá (consulado-geral)
- Catar
  - Doa (embaixada)
- Cazaquistão
  - Astana (embaixada)
- China
  - Pequim (embaixada)
  - Honguecongue (consulado-geral)
  - Xangai (consulado-geral)
- Coreia do Sul
  - Seul (embaixada)
- Cuaite
  - Cidade do Cuaite (embaixada)
- Emirados Árabes Unidos
  - Abu Dabi (embaixada)
  - Dubai (consulado-geral)
- Filipinas
  - Manila (embaixada)
- Índia
  - Nova Déli (alta comissão)
  - Bombaim (consulado-geral)
- Indonésia
  - Jacarta (embaixada)
- Irão
  - Teerã (embaixada)
- Israel
  - Telavive (embaixada)
- Japão
  - Tóquio (embaixada)
- Jordânia
  - Amã (embaixada)
- Malásia
  - Kuala Lumpur (alta comissão)
- Omã
  - Mascate (embaixada)
- Paquistão
  - Islamabade (alta comissão)
- Seri Lanca
  - Colombo (alta comissão)
- Singapura
  - Singapura (alta comissão)
- Síria
  - Damasco (embaixada)
- Tailândia
  - Banguecoque (embaixada)
- Turquia
  - Ancara (embaixada)
- Vietname
  - Hanói (embaixada)

## Oceania
| - Austrália - Camberra (alta comissão) - Fiji - Suva (alta comissão) |  | - Nova Zelândia - Wellington (alta comissão) |

## Organizações multilaterais
- Adis Abeba (missão permanente da África do Sul ante a União Africana)
- Bruxelas (missão permanente da África do Sul ante a União Europeia)
- Genebra (missão permanente da África do Sul ante as Nações Unidas e organizações internacionais)
- Nova Iorque (missão permanente da África do Sul ante as Nações Unidas)
- Nairóbi (missão permanente da África do Sul ante as Nações Unidas e organizações internacionais)
- Paris (missão permanente da África do Sul ante a UNESCO)
- Viena (missão permanente da África do Sul ante as Nações Unidas)